# Искусство Византии

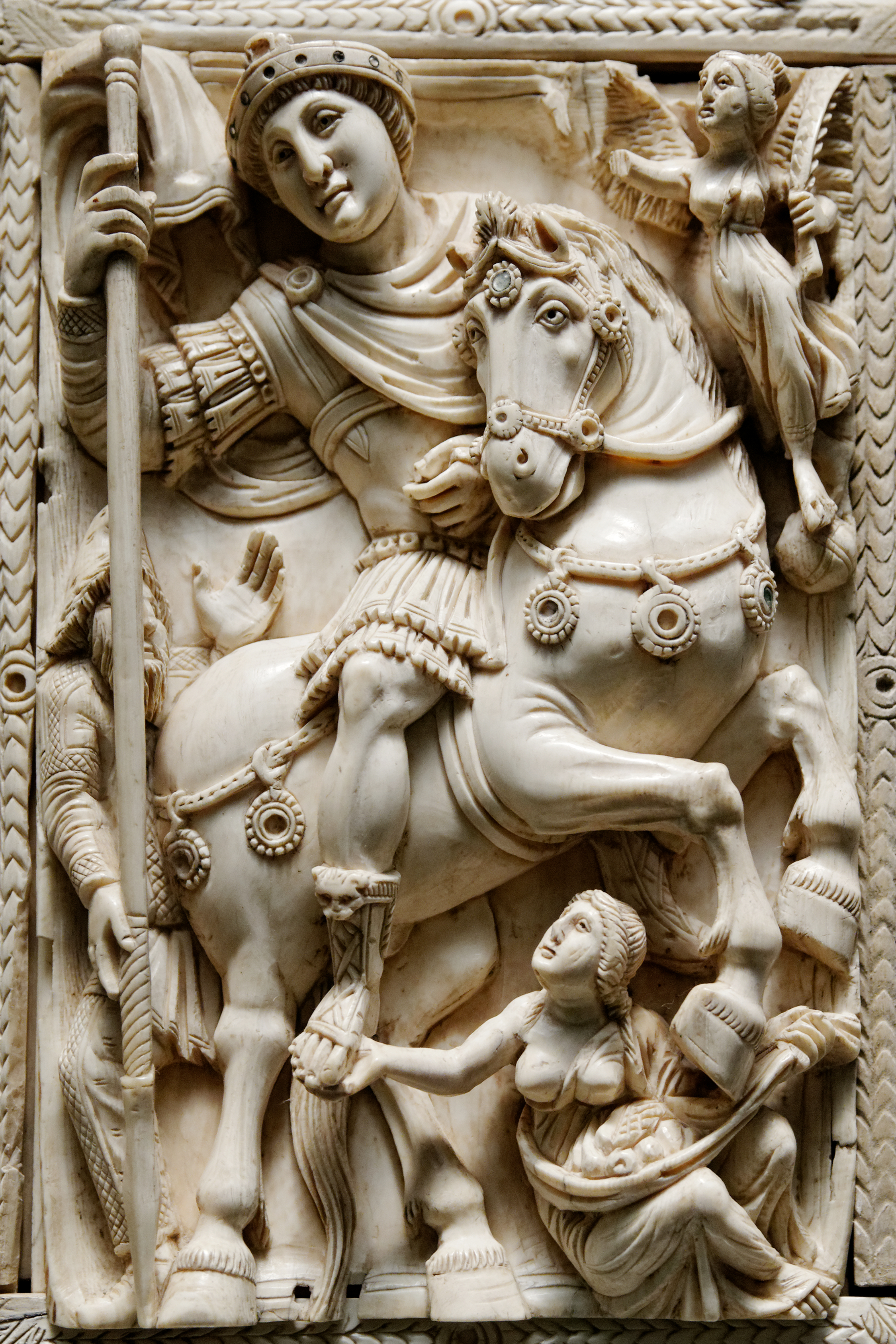
Триумф Юстиниана
(Диптих Барберини, VI век)

Византийское искусство — это историко-региональный тип искусства, входящий в исторический тип средневекового искусства.

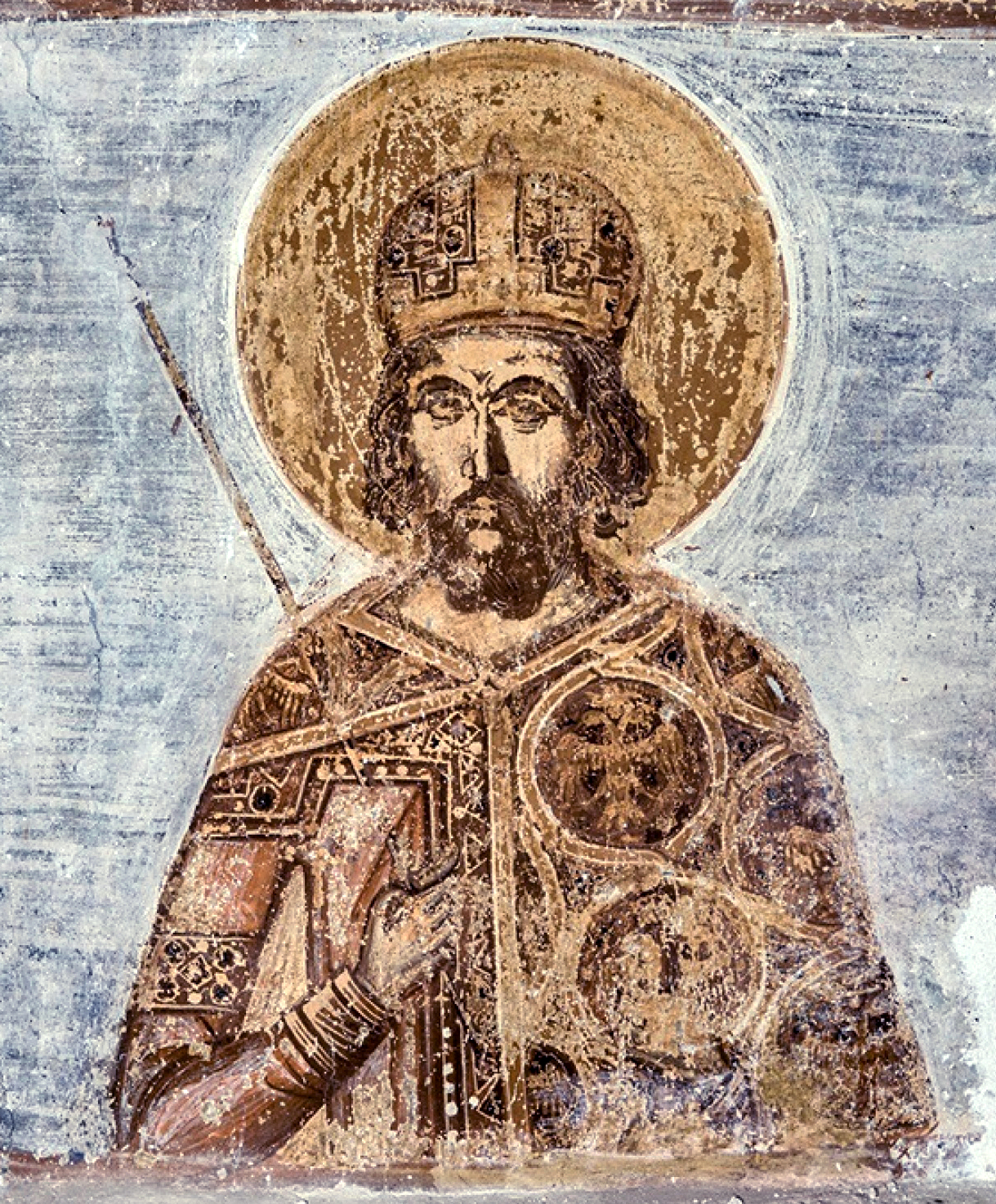
Единственное прижизненное изображение Константина XI Палеолога, последнего императора Византийской империи, фреска из Кафоликона монастыря Таксиархов в Эйялия, середина XV века, (обнаружена во время реставрационных работ в 2024 году).

## Формирование византийской художественной традиции

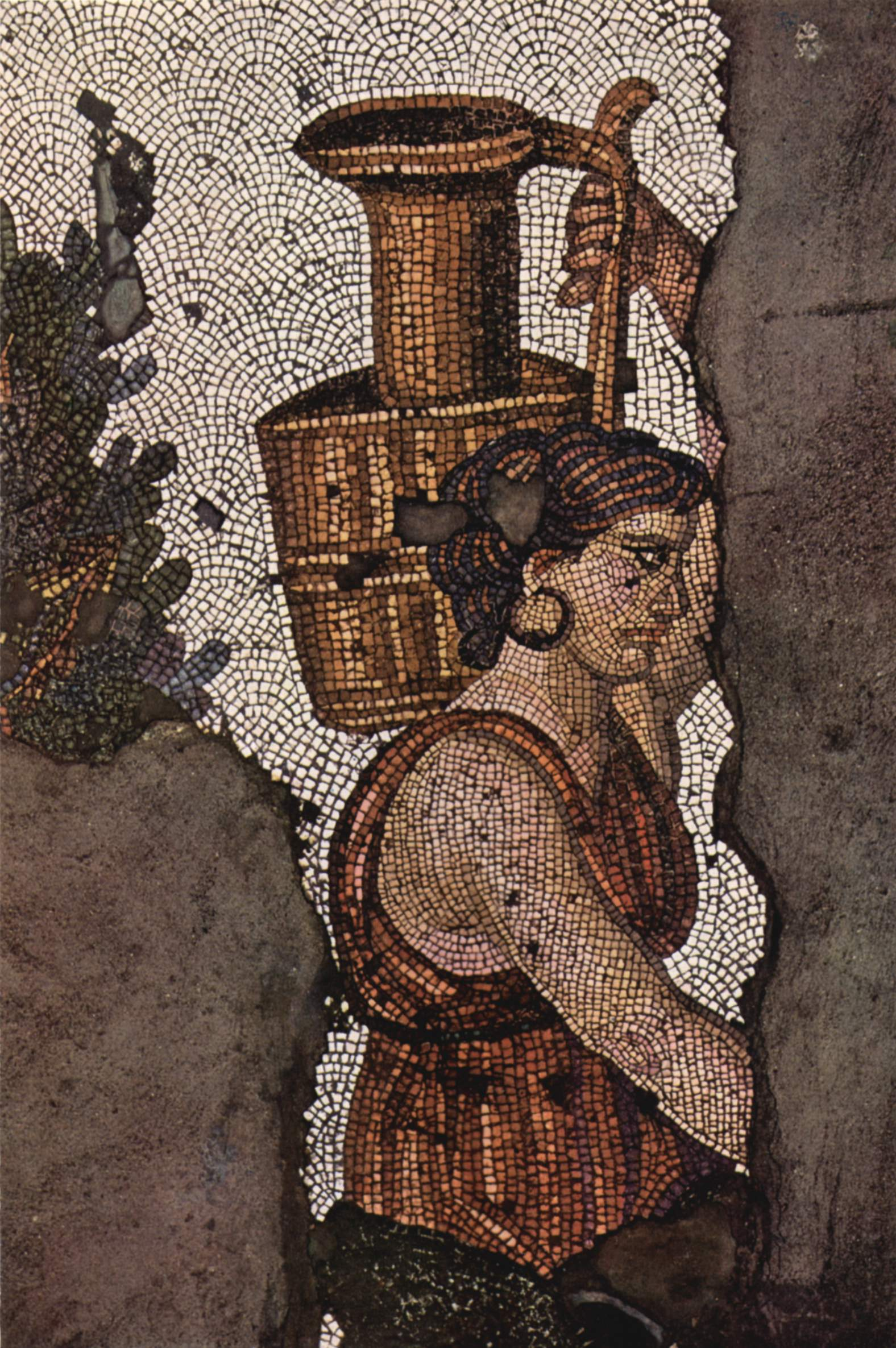
Византийская мозаика (V век)

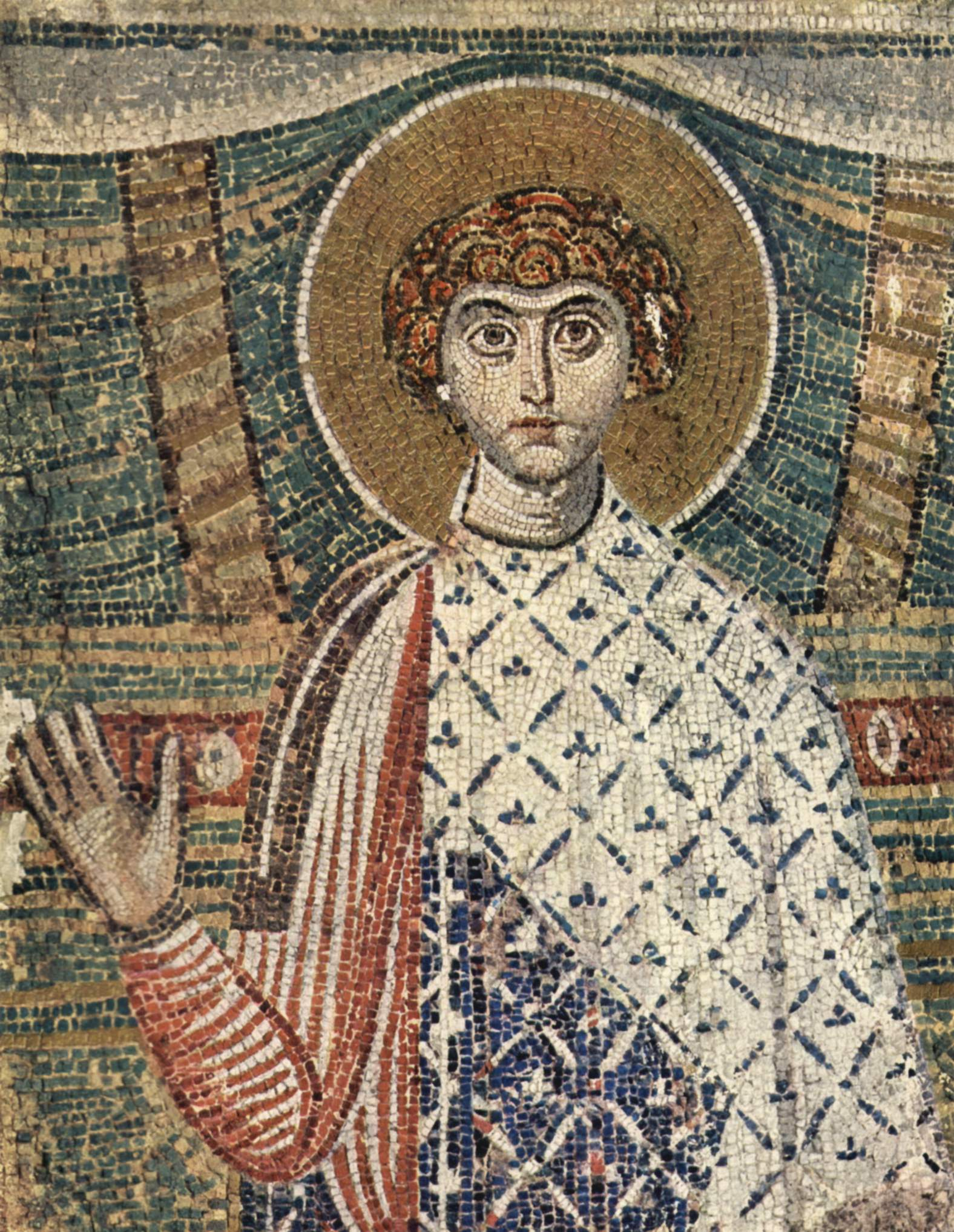
Святой Георгий (ранее атриб. как Дм. Солунский) (мозаика базилики Святого Димитрия, VII век)

Первые столетия существования Византийского государства можно рассматривать как важнейший этап в формировании мировоззрения византийского общества, опиравшегося на традиции языческого эллинизма и принципы христианства. Формирование христианства как философско-религиозной системы было сложным и длительным процессом. Христианство впитало в себя многие философские и религиозные учения того времени. Христианская догматика сложилась под сильным влиянием ближневосточных религиозных учений, иудаизма, манихейства. Оно являлось синтетической философско-религиозной системой, важным компонентом которой являлись античные философские учения. На смену непримиримости христианства со всем, что несло клеймо язычества, приходит компромисс между христианским и античным миросозерцанием. Наиболее образованные и дальновидные христианские богословы поняли необходимость овладения всем арсеналом языческой культуры для использования её в создании философских концепций. Такие мыслители, как Василий Кесарийский, Григорий Нисский и Григорий Назианзин, закладывают фундамент византийской философии, который уходит корнями в историю эллинского мышления. В центре их философии находится понимание бытия как совершенства. Рождается новая эстетика, новая система духовных и нравственных ценностей, меняется и сам человек той эпохи, его видение мира и отношение к вселенной, природе, обществу.

## Периодизация византийского искусства
- раннехристианский период (так называемой предвизантийской культуры, I—III века);
- ранневизантийский период, «золотой век» императора Юстиниана I (527—565), архитектуры храма Святой Софии в Константинополе и равеннских мозаик (IV—VII века);
- иконоборческий период (VIII — начало IX века). Император Лев III Исавр (717—741), основатель Исаврийской династии, издал Эдикт о запрещении икон. Этот период получил название «темное время» — во многом по аналогии со сходным этапом христианизации Западной Европы;
- период Македонского возрождения (867—1056). Принято считать классическим периодом византийского искусства. XI век стал высшей точкой расцвета. Сведения о мире черпались из Библии и из произведений древних авторов. Гармония искусства достигалась за счёт строгой регламентации;
- Комниновское возрождение при императорах династии Комнинов (1081—1185);
- Палеологовское возрождение, возрождение эллинистических традиций (1261—1453).

## Иконопись

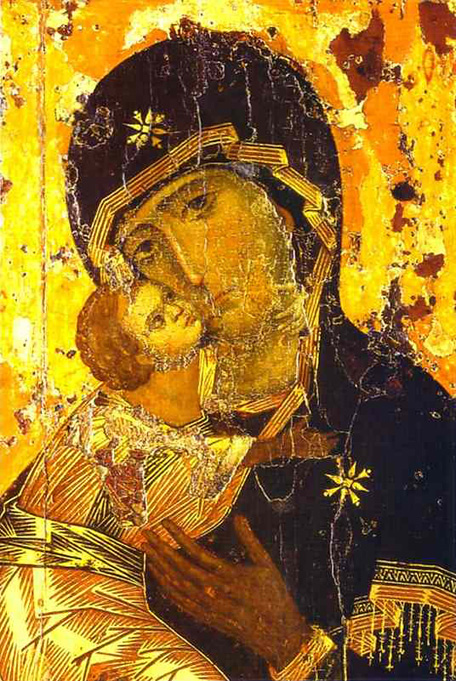
Владимирская икона (начало XII века, Константинополь)

Иконопись Византийской империи была крупнейшим художественным явлением в восточно-христианском мире. Византийская художественная культура не только стала родоначальницей некоторых национальных культур (например, Древнерусской), но и на протяжении всего своего существования оказывала влияние на иконопись других православных стран: Сербии, Болгарии, Македонии, Руси, Грузии, Сирии, Палестины, Египта. Так же под влиянием Византии находилась культура Италии, в особенности Венеции.
Важнейшее значение для этих стран имели византийские иконографии и возникавшие в Византии новые стилистические течения.

## Скульптура Византии
Для религиозных целей ваяние с самого начала употреблялось умеренно, потому что восточная церковь всегда неблагосклонно смотрела на статуи, считая поклонение им в некотором роде идолопоклонством, и если до IX века круглые фигуры ещё были терпимы в византийских храмах, то постановлением Никейского собора 325 г. они были совсем устранены из них. Таким образом, главное поприще деятельности для скульптуры было закрыто, и ей оставалось исполнять только саркофаги, орнаментальные рельефы, небольшие диптихи, даримые императорами сановникам и церковным иерархам, переплёты для книг, сосуды и пр. Материалом для мелких поделок такого рода служила в большинстве случаев слоновая кость.

## Мозаика
Главной техникой византийской мозаики преимущественно был прямой мозаичный набор, при котором элементы укладываются обратной стороной на постоянную основу. Прямой набор в древности осуществлялся непосредственно на месте мозаичной композиции, будь то пол или стена жилого или общественного помещения: на ровном слое закрепляющей массы делался эскиз, а затем кусочки смальты вдавливались в массу.
Смальтовые композиции отличались большим разнообразием цвета, яркостью, игрой света на поверхности. Главной художественной особенностью византийских мозаик является великолепный золотой фон, мерцающий как при естественном освещении, так и при свете свечей. Обязательным для византийских мастеров стал технический прием выполнения контуров мозаичных фигур. Контур выкладывался в один ряд кубиков и элементов со стороны фигуры или объекта, и также в один ряд — со стороны фона. Ровная линия таких контуров придавала изображениям на мерцающем фоне четкость. Разнообразие доступных оттенков придавало мозаичным изображением живой объём. Большинство мозаичных панно изображали библейские сюжеты и христианские истории. Византийская кладка рассчитана на восприятие изображения с большого расстояния – картины отличаются некоторой неровностью, «бархатистостью» оттенков и фактур, что «оживляет» созданные изображения.
В периоды расцвета Византийской империи мозаика становилась главным элементом художественной отделки соборов, усыпальниц и базилик, однако позднее из-за дороговизны мозаика была вытеснена фресками.

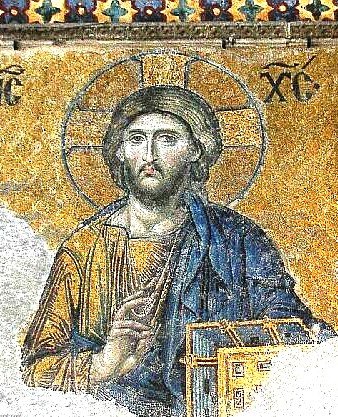
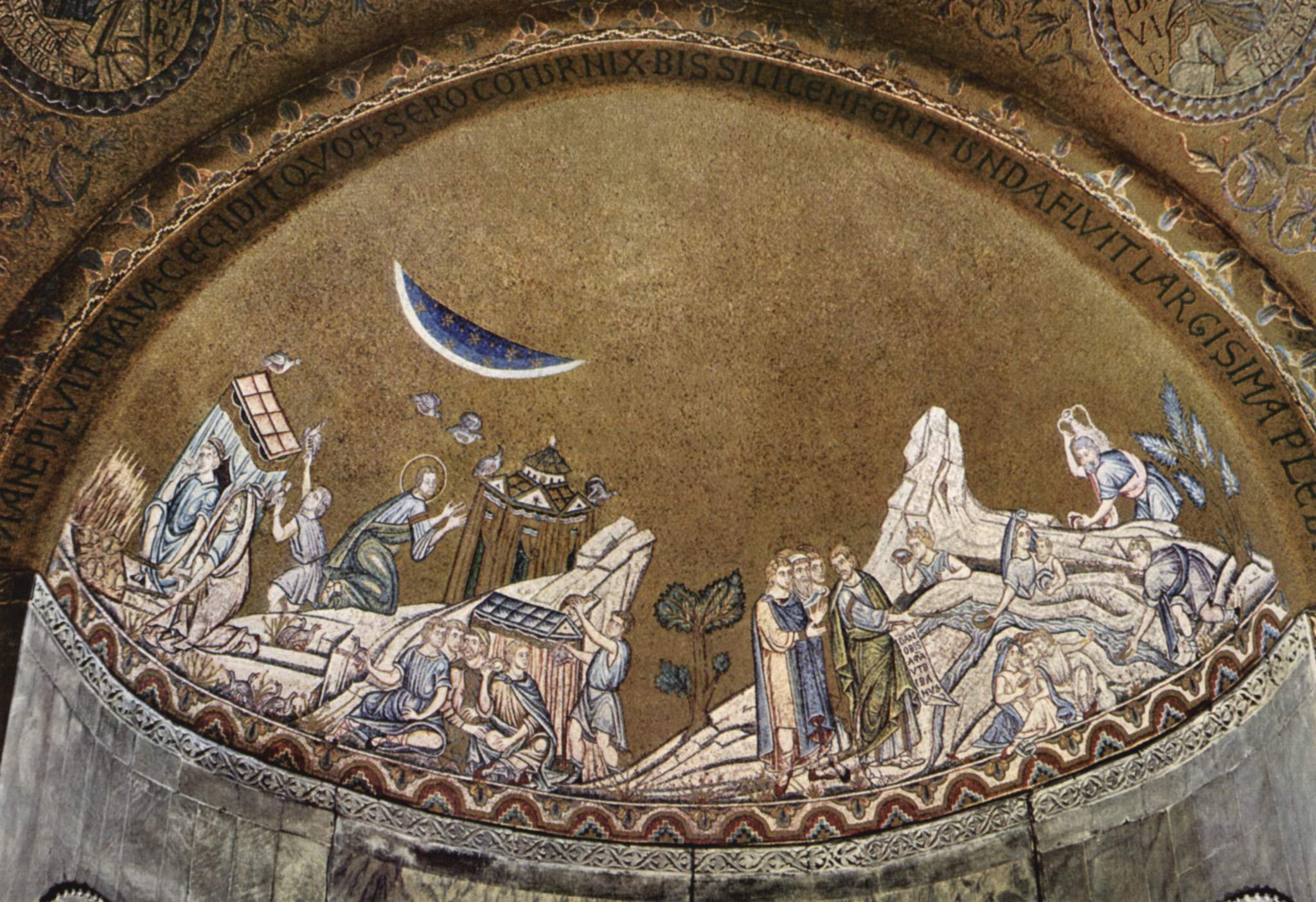
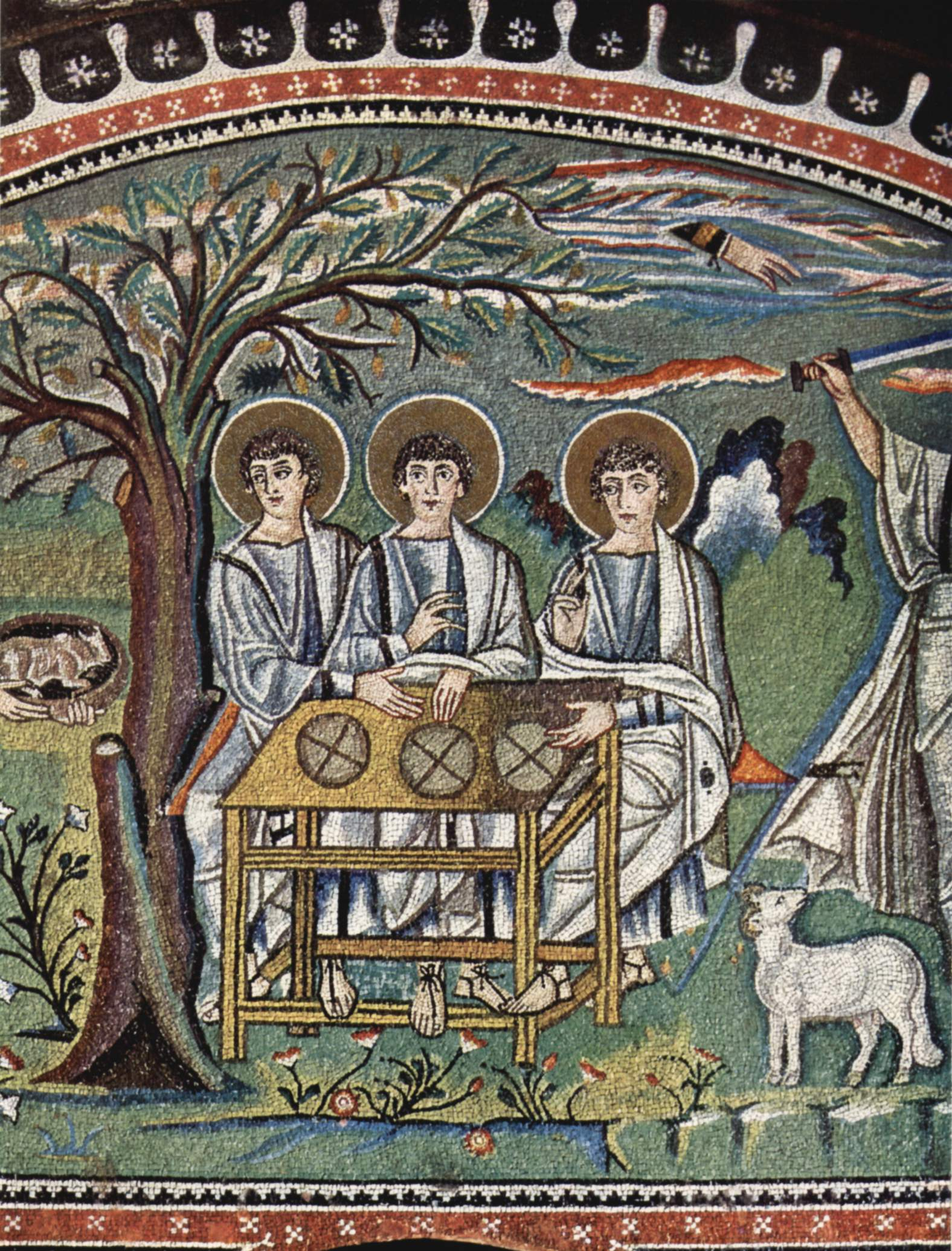
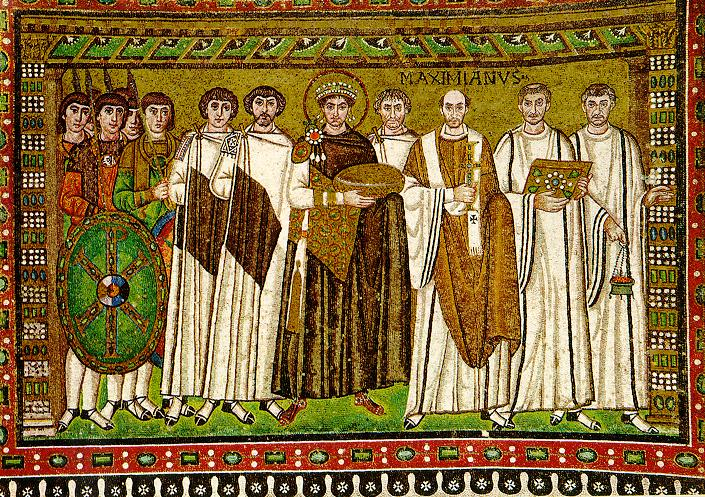
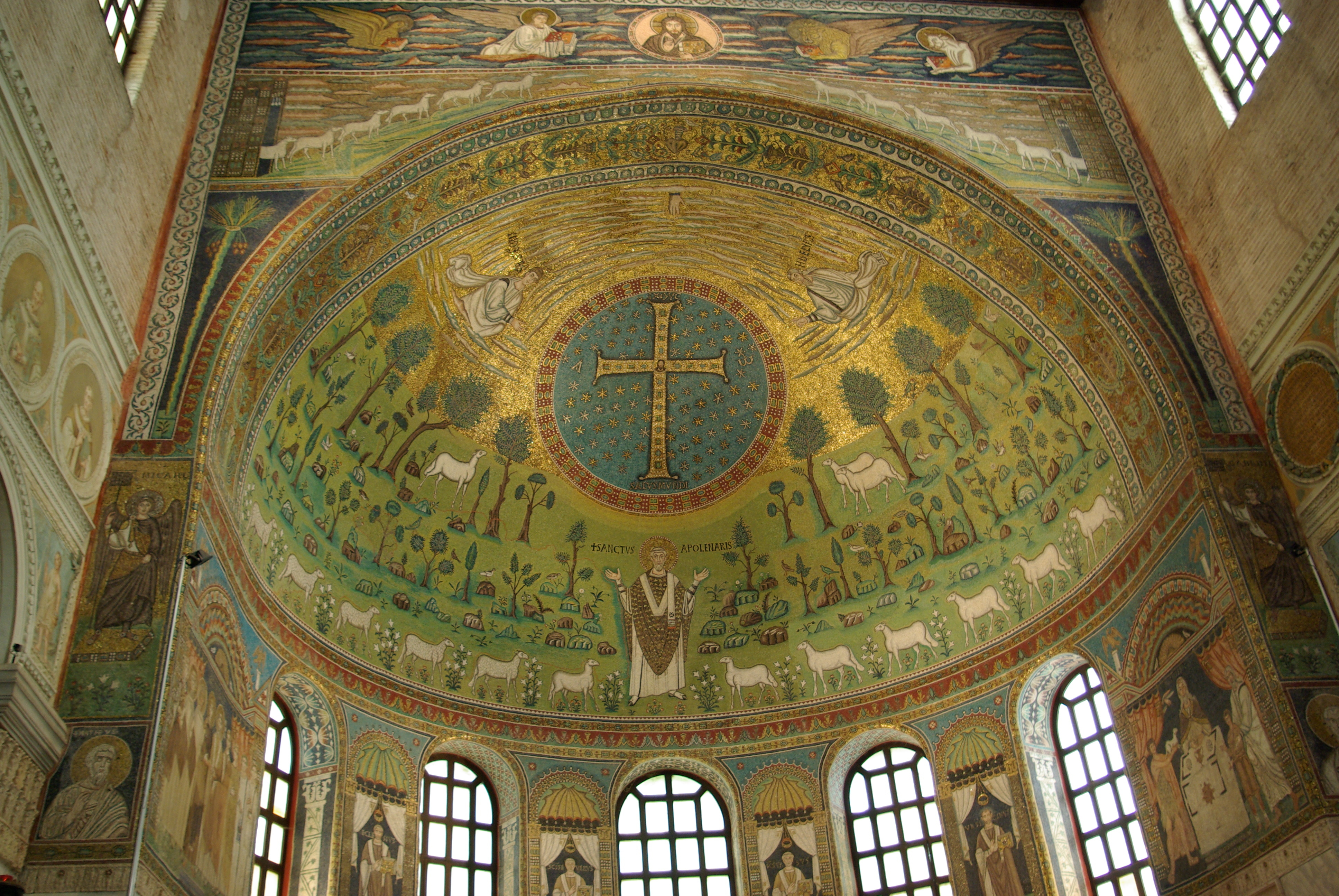
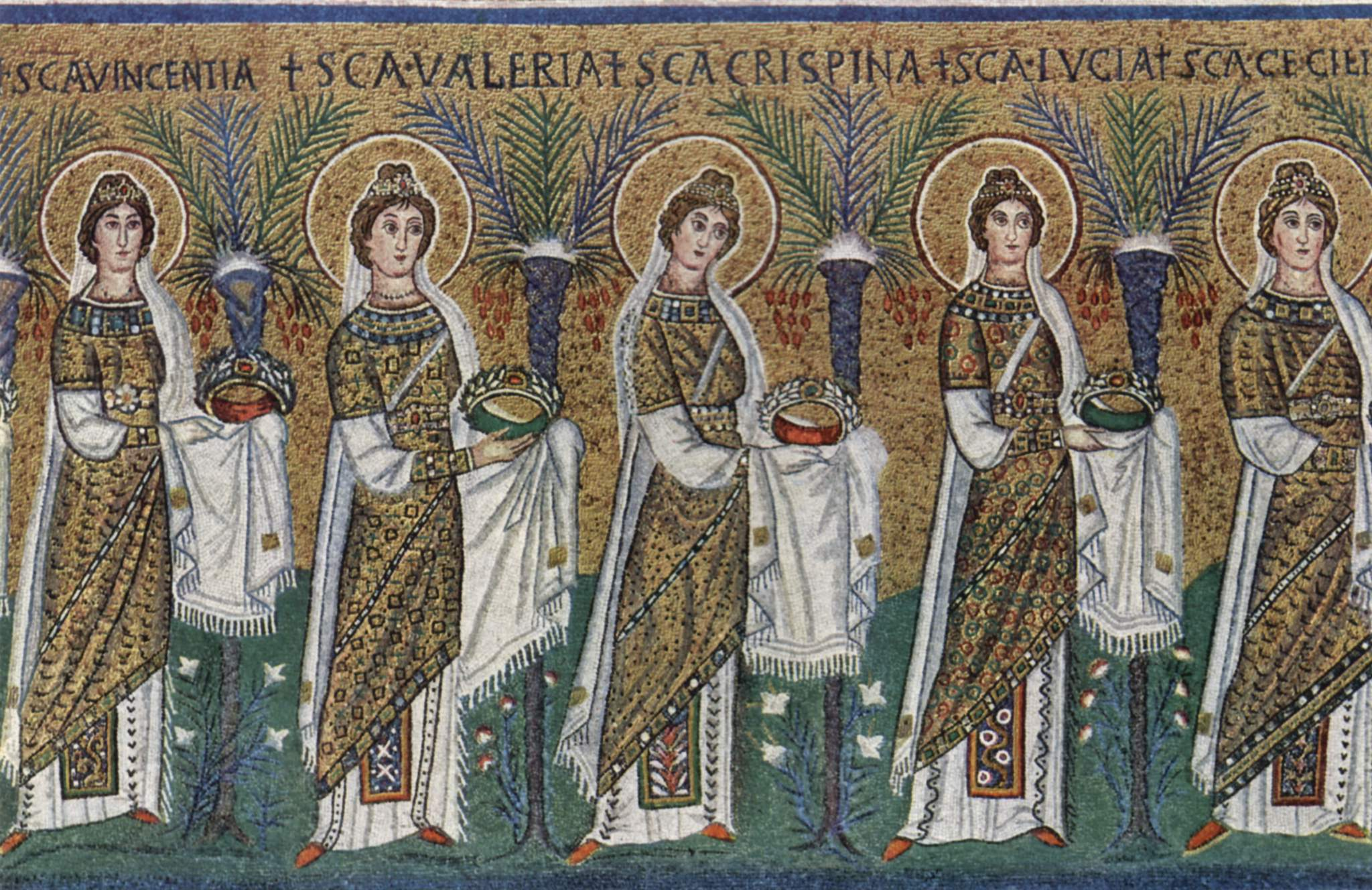
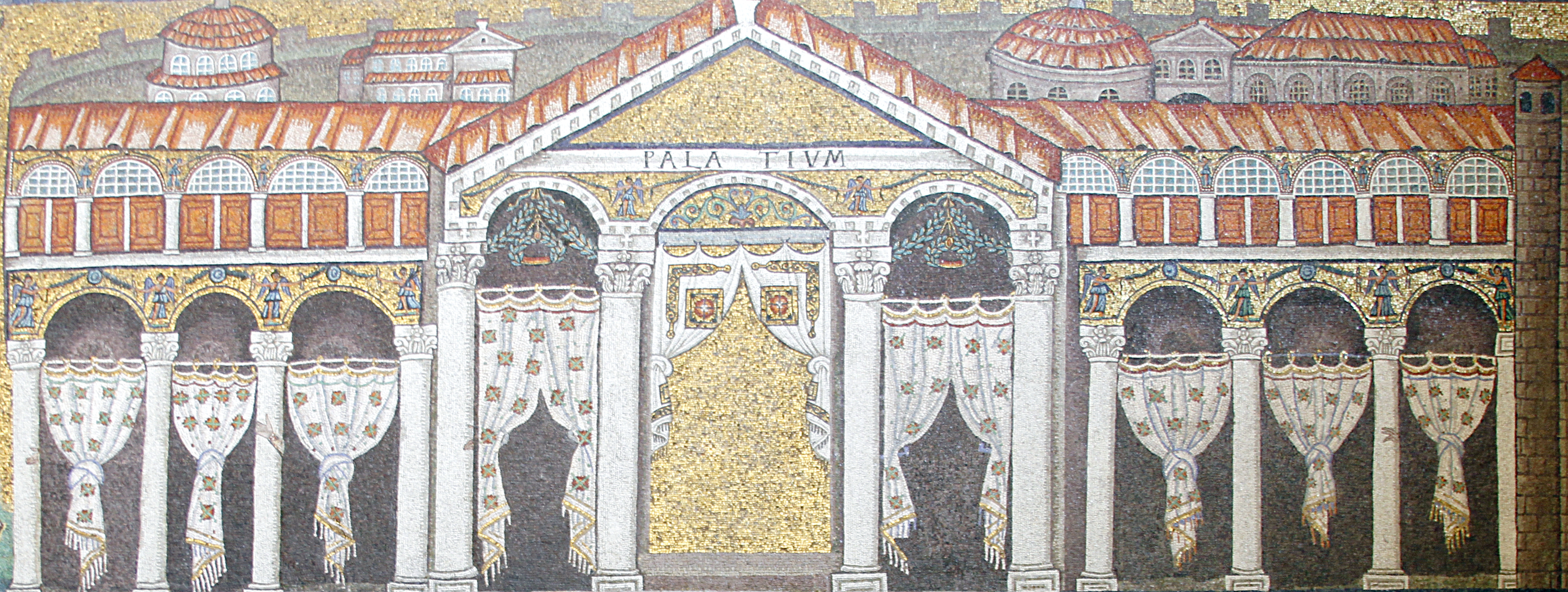
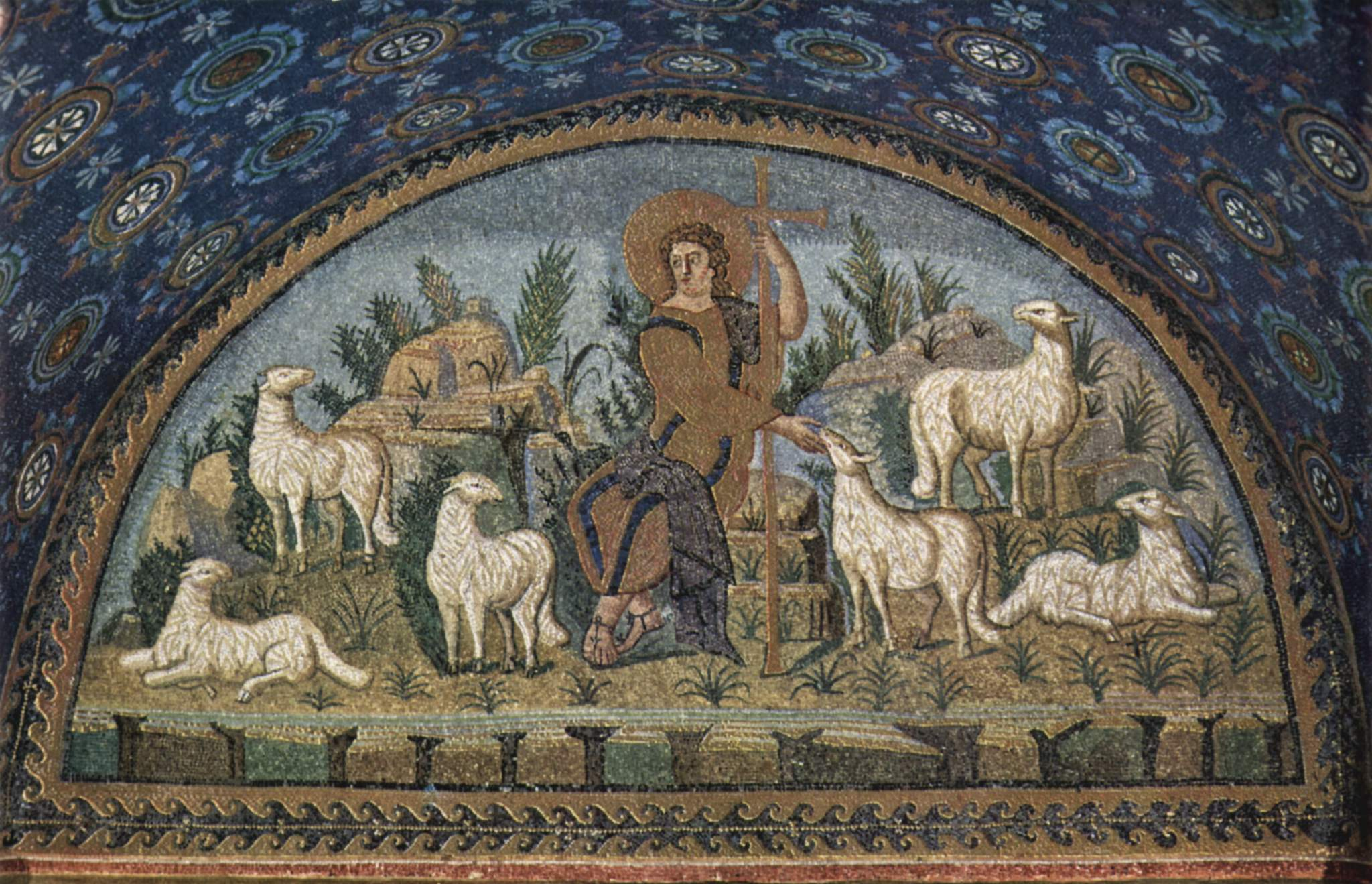
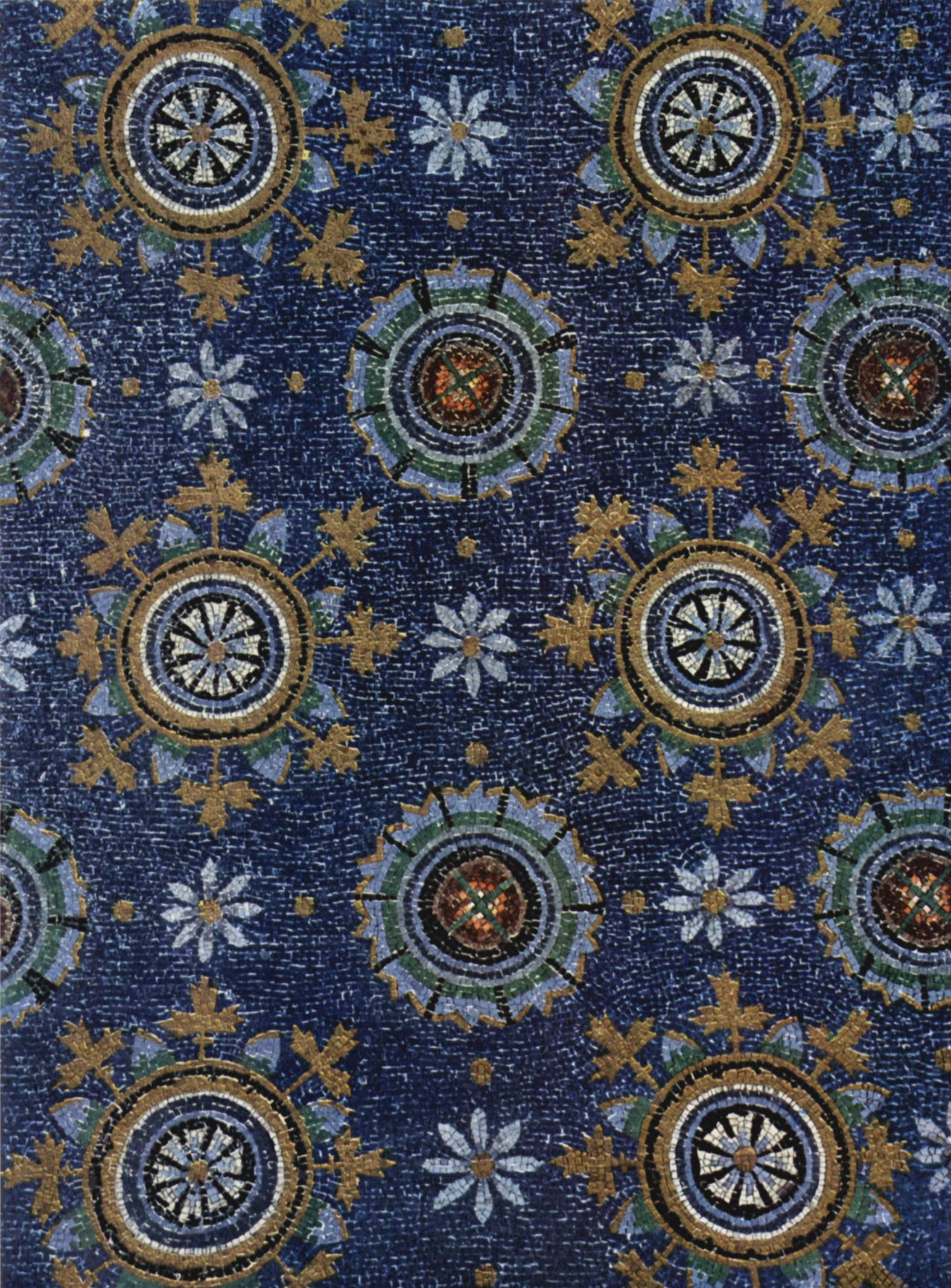
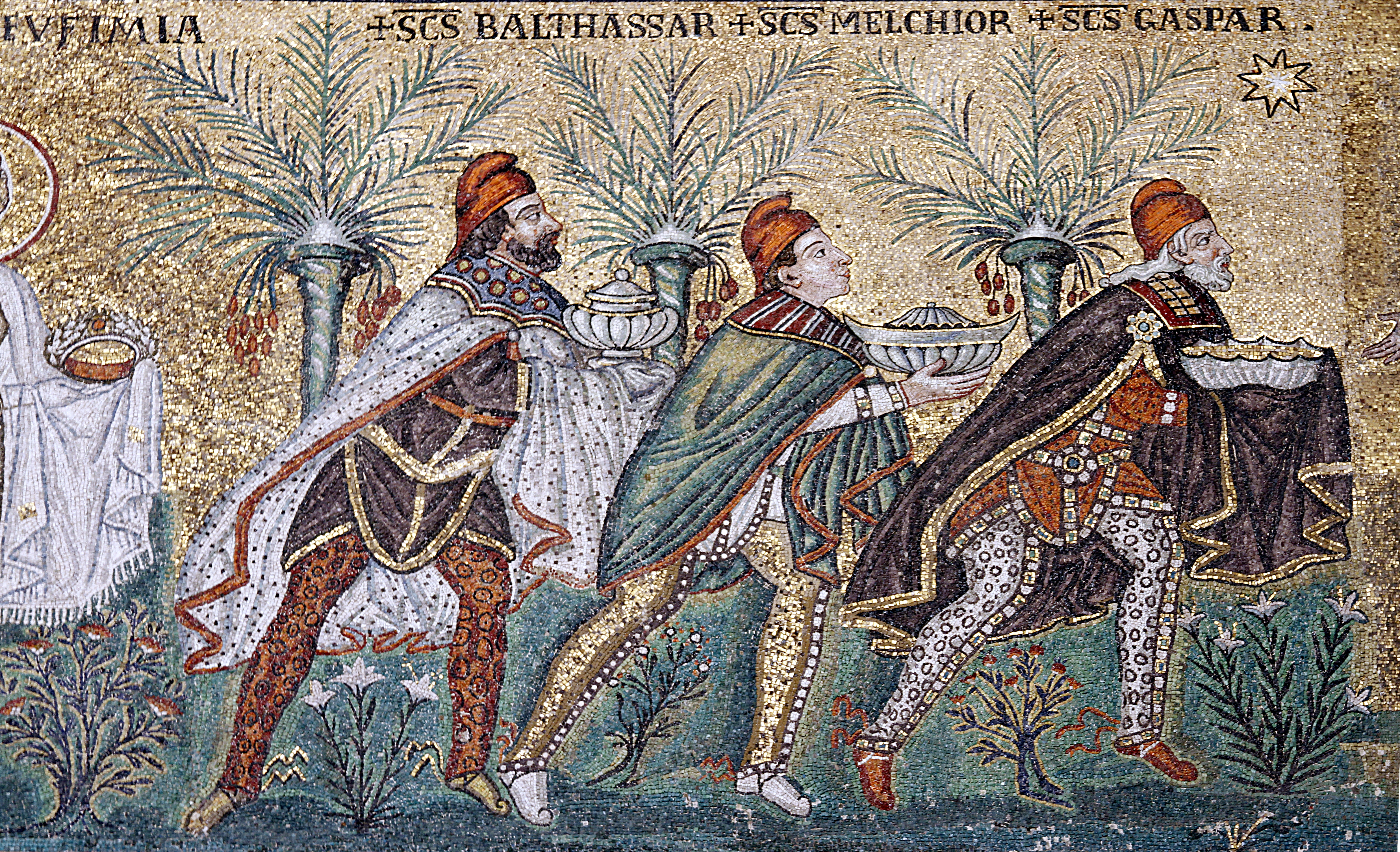

## Декоративно-прикладное искусство

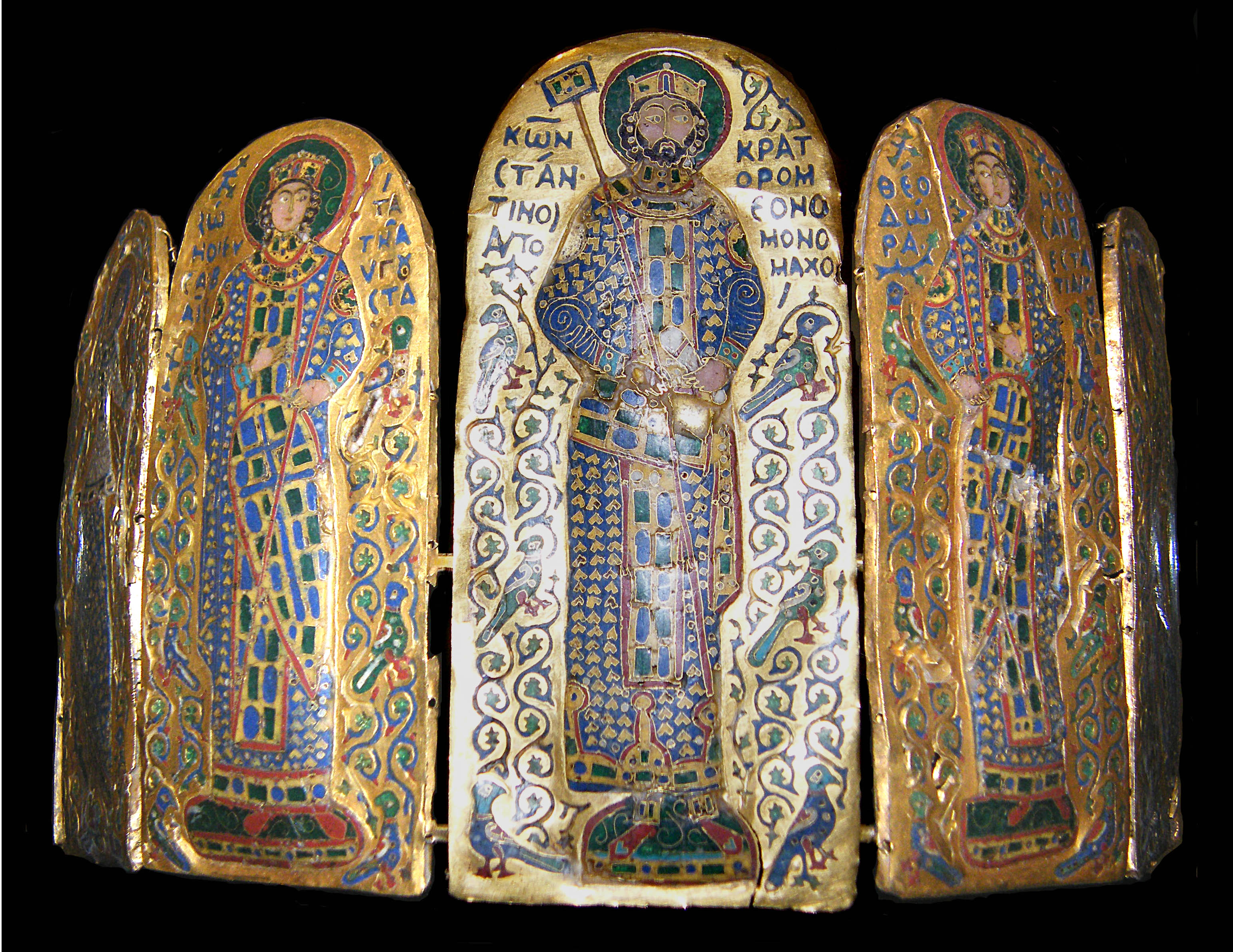
Корона Константина IX Мономаха, XI век

Наряду с резным делом процветала обработка металлов, из которых исполнялись выбивные или литые произведения умеренного рельефа. Византийские художники дошли, наконец, до того, что стали обходиться вовсе без рельефа, как, например, в бронзовых дверях церквей, производя на медной поверхности лишь слегка углублённый контур и выкладывая его другим металлом, серебром или золотом. К этому разряду работ, называемому agemina, принадлежали замечательные двери римской базилики Сан-Паоло-фуори-ле-Мура, погибшие во время её пожара в 1823 году, и принадлежат двери в соборах Амальфи и Салерно близ Неаполя. Кроме дверей, таким же способом изготовлялись напрестольные образа, доски для стенок престолов, оклады для Евангелий, ковчеги для мощей и т. д. Во всех подобных произведениях византийское искусство старалось избегать выпуклости, заменяя рельеф или агеминальной работой, или чернетью, или эмалью, и заботясь пуще всего о роскоши и возможно большем употреблении драгоценных камней .
Особенно искусны были византийские мастера в эмальерных изделиях, которые можно разделить на два сорта: простую эмаль (émail champlevé) и перегородочную эмаль (émail cloisoné). В первой на поверхности металла делались с помощью резца углубления соответственно рисунку, и в эти углубления насыпался порошок цветного стекловидного вещества, которое потом сплавлялось на огне и приставало прочно к металлу; во второй рисунок на металле обозначался приклеенной к нему проволокой, и пространства между получившихся таким образом перегородок заполнялись стекловидным веществом, получавшим потом гладкую поверхность и прикреплявшимся к металлу вместе с проволокой посредством плавления. Великолепнейший образец византийского эмальерного дела представляет знаменитая Pala d’oro (золотой алтарь) — род маленького иконостаса с миниатюрами в технике перегородчатой эмали, украшающий собой главный алтарь в венецианском соборе св. Марка.

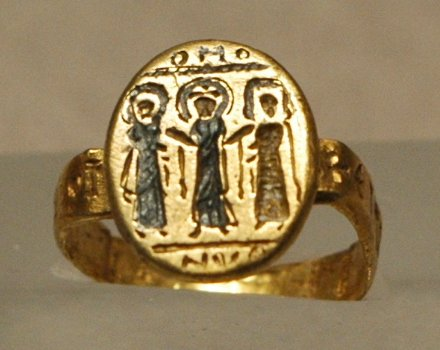
Золотое обручальное кольцо, VII век
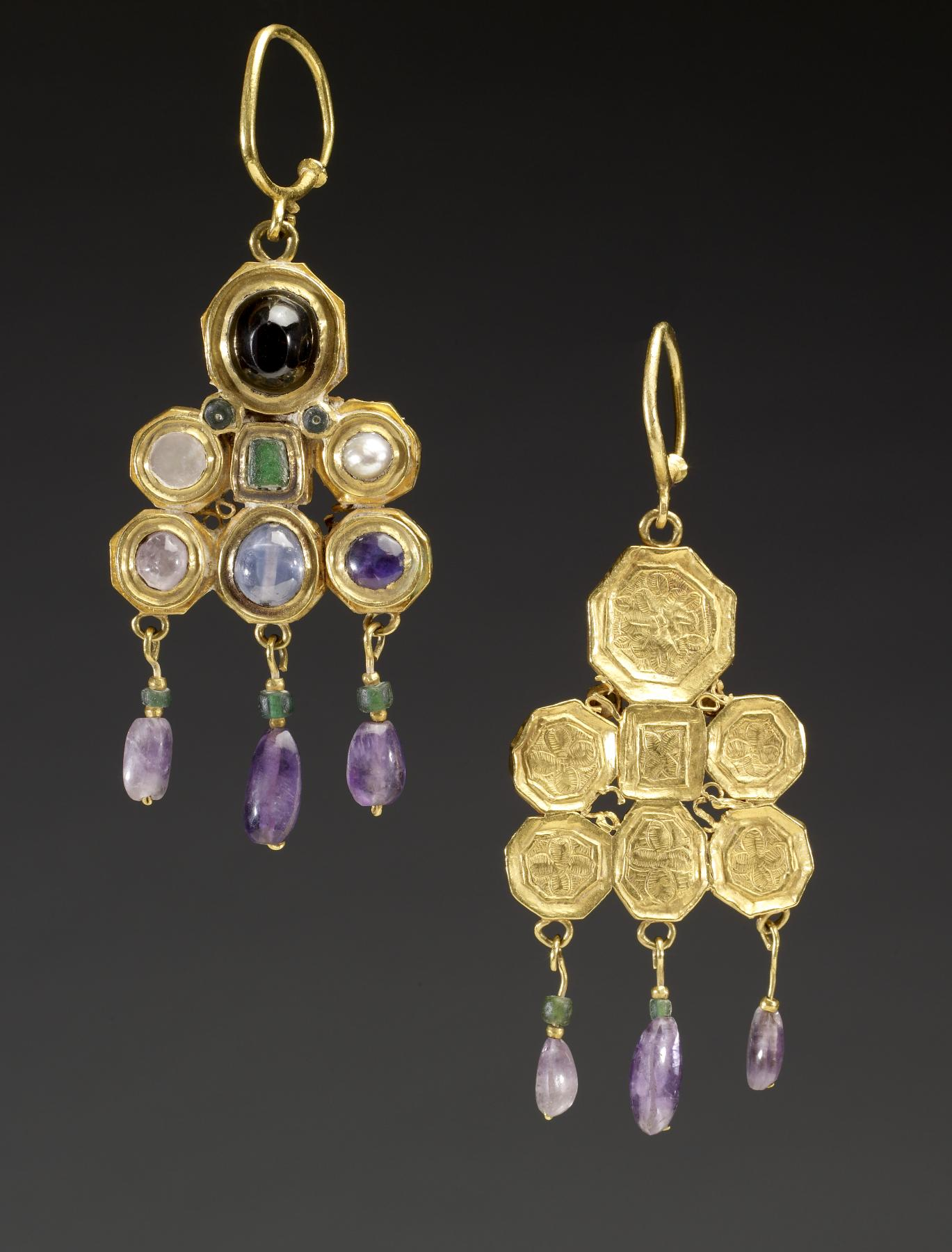
Пара серег, ок. 600 г.
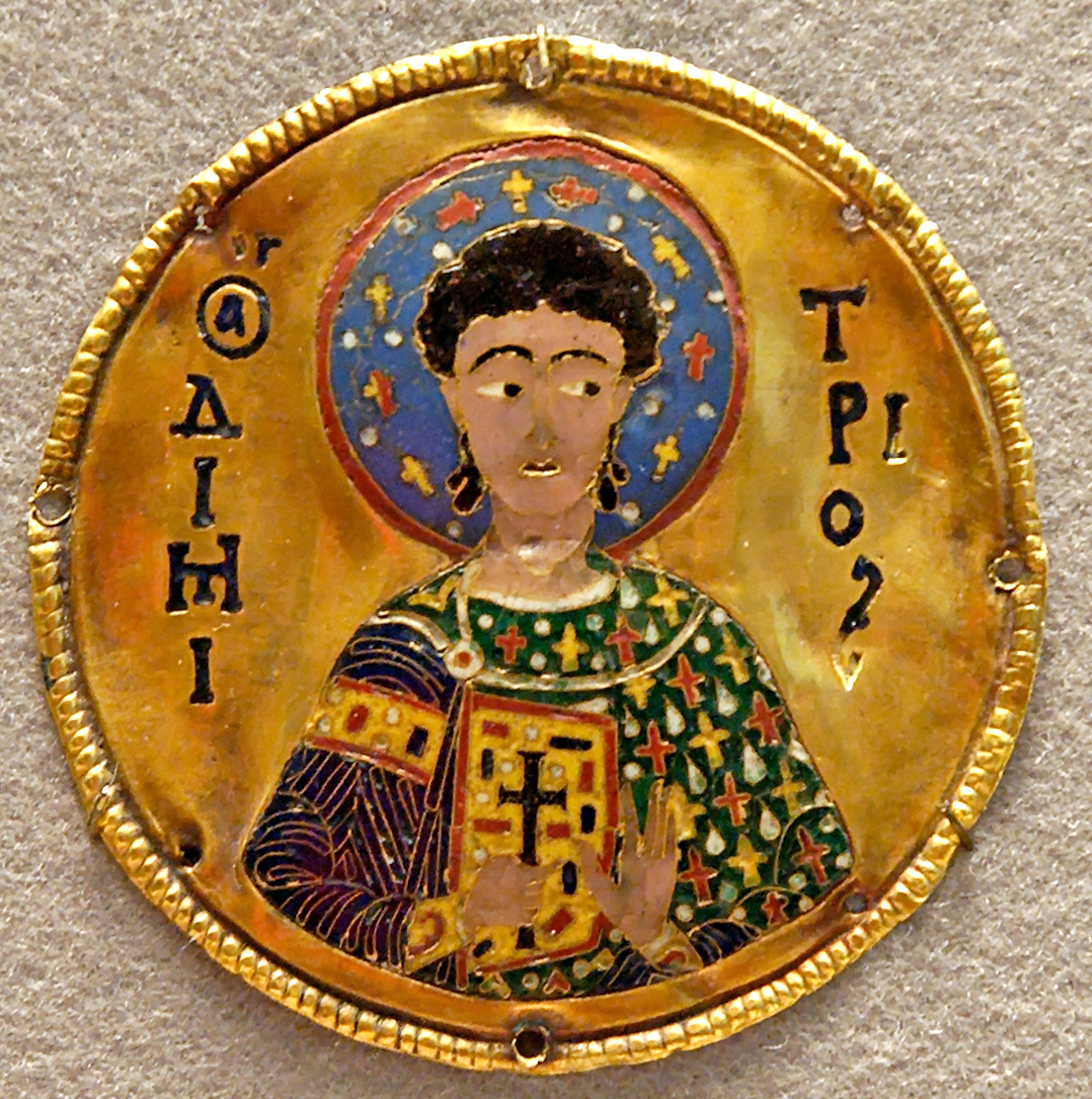
Медальон с перегородчатой эмалью, ок. 1100 г.
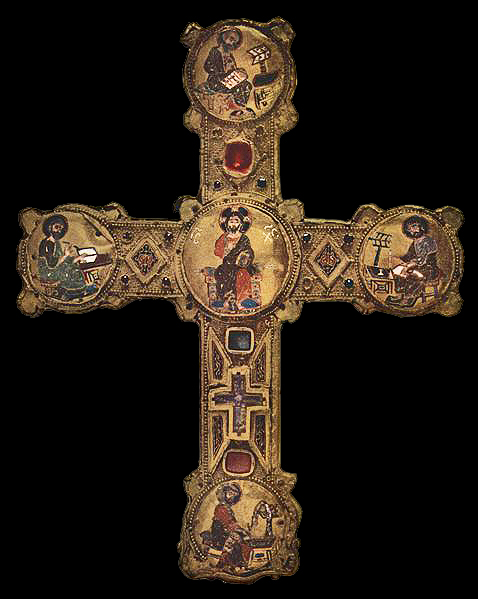
Крест-реликварий, XII век
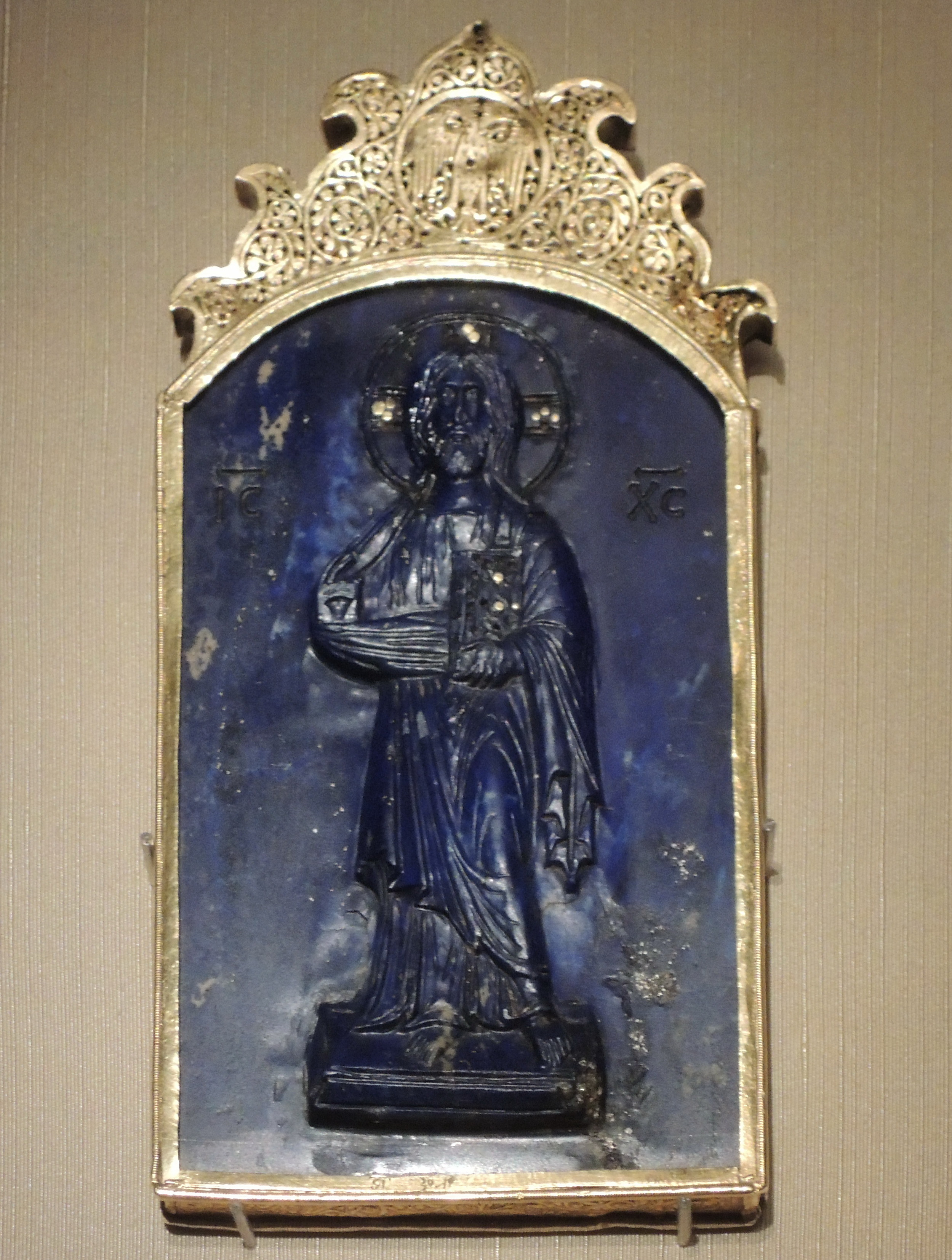
Иисус Пантократор, резьба по лазуриту

## Современные проекции
Проекции византийского стиля востребованы и в новейшее время. Так в феврале 2013 года в Милане была представлена «византийская» коллекция дома Dolce&Gabbana. Визуальный ряд коллекции был стилизован под византийские мозаики с изображением св. Константина и Архангела Гавриила. Авторы коллекции вдохновлялись убранством Кафедрального собора в Монреале (Сицилия). Изображения наносились техникой принт, использовалась инкрустация ткани кристаллами, пайетками и бисером. Провокационность коллекции была достигнута за счет сочетания корон на голове, массивных крестов вместо бижутерии, ликов святых на туниках с мини-юбками, короткими шортами и прозрачным кружевом. В цветовой гамме преобладали золото, охра, голубой, светло-коричневый, бледно-зеленый и бордовый цвет.
Византийский стиль в интерьере отличается помпезностью, яркостью красок и богатством. Для стен характерна имитация мрамора, византийская роспись с изображением растительного орнамента. Деревянная мебель украшается резьбой и росписями. Диваны декорируются в восточном стиле с обилием подушек.